# Oberto Cattaneo Lazzari
Pour les articles homonymes, voir Cattaneo.
Oberto Cattaneo Lazzari (1470 † 1533) a été le 46e doge de Gênes du 12 octobre 1528 au 4 janvier 1531. Il fut le premier à exercer un mandat de deux ans après la restauration de l’autonomie génoise à l'initiative de l’amiral Andrea Doria, qui ne voulut pas assumer cette charge.

## Biographie

### Origines familiales
La famille Lazzari est à l'origine de la noblesse de Bologne et ce n'est que lors de leur inscription dans la noblesse génoise que fut ajouté le nom de Cattaneo, en 1528. En 1263, un certain Lazzaro dei Lazzari, de Bologne, s'y établit et devient podestat de Gênes. On trouve d'autres membres de la famille à des charges publiques, comme Nicolò de Lazzari, conseiller de la république de Gênes en 1368 dans la convention établie avec l'empereur Charles IV, Oberto et Domenico, membres du grand conseil des commerçants noirs. 

### Activité publique de jeunesse
Sur l'activité exercée par Oberto Cattaneo Lazzari avant son élection au Palais des Doges, les traditions manuscrites ne concordent pas : selon certains (Della Cella, Vigna), il était notaire, selon d'autres (Pescetto), il était médecin et philosophe inscrit au Collège des médecins. 
Comme il est peu probable qu'il ait obtenu à la fois les diplômes de notaire et de médecin, la première hypothèse pourrait être rendue plus plausible par un acte de 1519, signé par Vincenzo Cappello, dans lequel, en tant qu'homme de confiance et de probité, il a été choisi par la noble dame Battistina Fattinanti pour faire une donation à l'église de Santa Chiara d'Albaro, inscrite dans les cartulaires du Banco di San Giorgio. Le fait, par ailleurs, que Cattaneo ait fait don aux dominicains de San Luca d'Albaro (il y possédait, sur les collines autour de la ville, une villa avec de vastes terres) d'une toile de Lucas de Leyde, qui vivait à Anvers entre 1521 et 1522, témoigne d'une présence probable de l'intéressé sur les marchés de Flandre, comme ce fut le cas pour beaucoup de ses autres compatriotes nobles. Le tableau, probablement un triptyque, fut sans doute commandé spécialement par Cattaneo, correspondant parfaitement au lieu auquel il était destiné : en effet, en plus de porter les armoiries des Lazzari, il représentait l'Adoration des Mages, avec saint Luc Evangéliste, à qui était intitulée l'église qui devait l'accueillir, et avec le patriarche saint Dominique, fondateur de l'ordre des frères qui officiaient à l'église. Dans la même église, détruite en 1824, Cattaneo avait fait réaliser un magnifique vitrail en couleur, représentant les mêmes saints patrons.
Dans les années 1499 à 1528, Cattaneo, qui appartient au parti guelfe, occupe diverses fonctions publiques : il est notamment plusieurs fois fonctionnaire de la Monnaie, des Banques et du Mont de Piété. Enfin, c'est pendant qu'il exerce pour la deuxième fois les fonctions de procureur du Banco di S. Giorgio que le 11 octobre 1528, il est élu doge, le premier après la réforme d'Andrea Doria, et couronné le 18 octobre de la même année.

### Élection
Son élection, la quarante-sixième dans la chronologie des doges de Gênes, a été fortement appuyée par Andrea Doria, qui avait discerné en lui un "non-désir de pouvoir" contrastant fortement avec ce qui avait été pratiqué sous l'ancien gouvernement de la république de Gênes. Cette modestie évitait par ailleurs que l'élu ne fît de l'ombre à son puissant protecteur. Par ailleurs, aucun enfant ne naîtra de son mariage avec Mariola Navoni, ce qui permet d'éteindre tout soupçon d'ambition dynastique.  
Dès son élection, il s'emploie au développement du port de la ville et au renforcement de la marine génoise. Durant l'hiver, douze nouvelles galères sont lancées et l'amiral Filippino Doria est placé à la tête de leurs capitaines, au cours d'une cérémonie d'une extrême solennité, le 24 avril 1529, avec la remise de l'antique étendard de Saint-Georges après la messe solennelle à l'intérieur de la cathédrale Saint-Laurent. Sous son mandat, on procéda également au renforcement des défenses terrestres, notamment des murs d'enceinte de la ville, dévastés par les récentes guerres contre les Français, et l'on construisit deux nouvelles forteresses adossées à Gênes, en Val Polcevera.  
Les récits de l'époque rapportent par ailleurs l'accueil chaleureux réservé par le doge Cattaneo Lazzari et le Sénat, le 12 août de la même année, à l'empereur Charles Quint : le souverain, de passage dans la ville sur le chemin de Bologne, où il devait rencontrer le pape Clément VII, fut logé au palais ducal et acclamé par la population. 
Le 12 octobre 1530, à l'expiration de son mandat, il cesse théoriquement d'assumer le pouvoir institutionnel, mais à la demande des douze réformateurs, il continua d'exercer ses fonctions jusqu'à l'élection de son successeur, Battista Spinola, qui eut lieu le 4 janvier 1531. Oberto Cattaneo Lazzari est décédé à Gênes le 10 décembre 1533 et a été enterré dans l'église (aujourd'hui détruite) de San Domenico.